# Državna cesta D209
D209 je državna cesta u Hrvatskoj. 
Cesta spaja granični prijelaz Mursko Središće (granica sa Slovenijom) s državnom cestom D3. Cesta prolazi kroz naselja Mursko Središće, Štrukovec, Žiškovec, Slemenice, Mačkovec, Šenkovec, grad Čakovec i Nedelišće.
Ukupna duljina ceste je 17,3 km.